# ムッラー

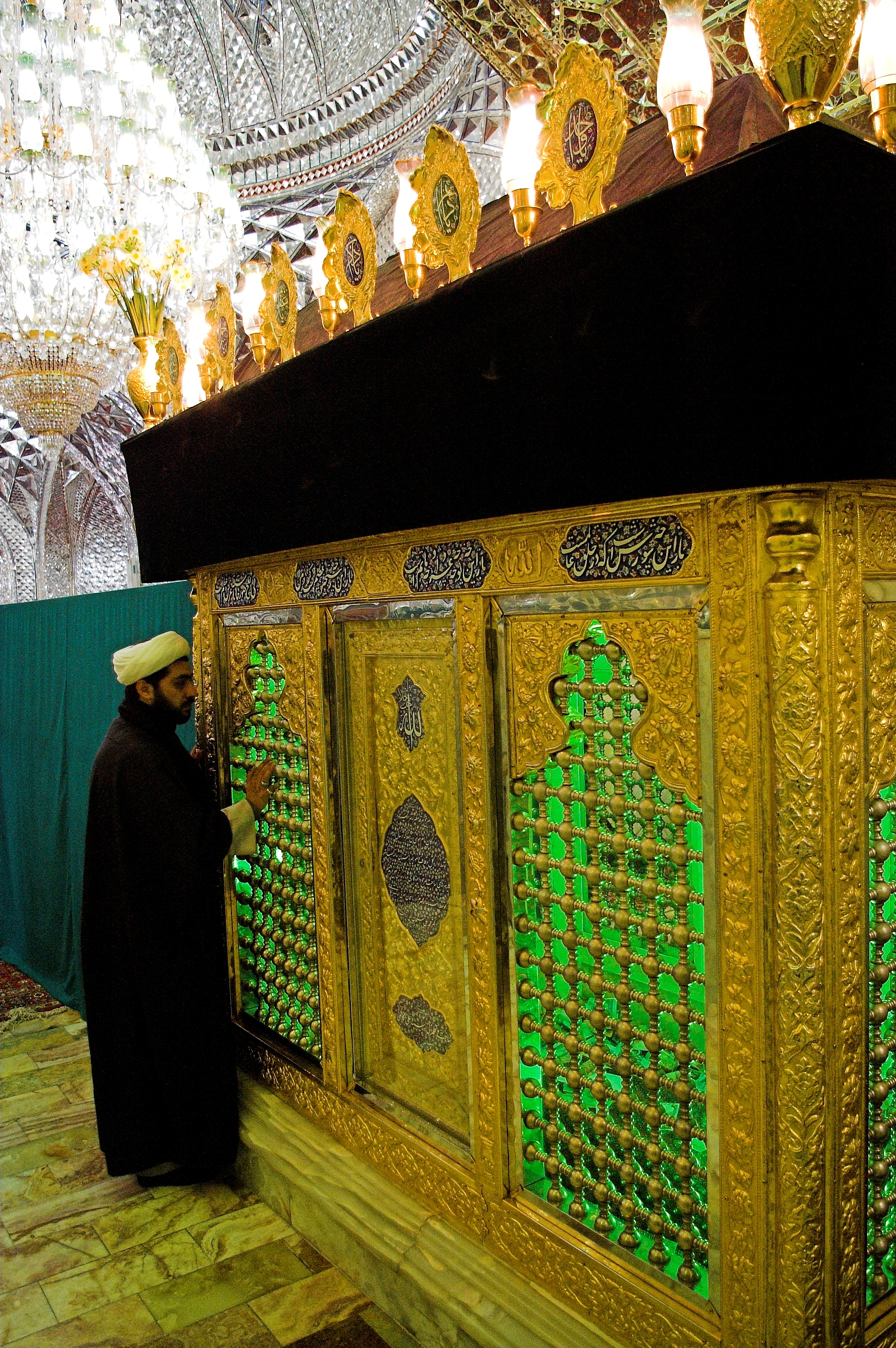
イラン、タブリーズにて祈願するムッラー

ムッラー (ペルシア語:  ملا, ラテン文字転写: mollā, 英語: Mullah)はイスラム教の法や教義に深く精通したイスラム教徒の男性に対する尊称である。'教区牧師'と'保護者'の両方を意味するアラビア語マウラー（アラビア語: مَوْلَى, ラテン文字転写: mawlā）から派生した言葉で、イスラム圏の中でも特にイラン、ボスニア、アフガニスタン、トルコ、中央アジアとインド亜大陸において、イスラム聖職者やモスクでのリーダー格の人物を呼称するために使われている言葉である。

## 教養の学習と義務
イスラムの教養を身につけたムッラーは、イスラムの伝統（ハディース）やイスラム法（シャリーア）を学習していることが理想である。たいていの場合はハーフィズ（クルアーンを暗記した者の呼称）である。しかしながら、教育を受けていない村人がしばしば多少学識のあるイスラム教徒をムッラーや聖職者と見做すことがある。このようにムッラーの学習レベルは必ずしも統一されていないが、ムッラーはモスクで祈りを導き、説教を提供し、出生儀礼や葬儀などの宗教儀式を行う役割を担っている。また、マドラサで教鞭をとるムッラーもいる。彼らの知識はイスラム教のテキストを解釈する際に適用される。ムッラーは西欧メディアでしばしば極端な存在として取り上げられているが、すべてのイスラム教徒の習慣やイスラム教に対する信念は異なるとしか言えない。

## 用法
この呼称は主にイランの主流派であるシーア派の聖職者に適用される呼称である。また、パキスタンの言語ウルドゥー語でよく使われ、インド亜大陸ではシーア派やスンナ派といった宗派に関係なくウラマー（イスラーム法学者）を指す呼称として使われている。またロシアや旧ソ連諸国でも同様の使われ方をしている。
これに対し、アラビア言語圏ではほとんど使われることはない。アラビア語で近い言葉としてシャイフ（正式なイスラム教の知識を身につけた人の意）、イマーム（指導者、模範となるべきものの意。シーア派の「最高指導者」とは異なる用法に注意）やウラマーが挙げられる。スンナ派の世界では「聖職者」の概念は限られた有用性しかなく、宗教制度の中で権威が比較的分散されている。
英語を話すイスラム教聖職者が自らをムッラーと呼ぶことはほとんどないが、英語圏ではよく使われる言葉である。イギリスがインドを植民地として支配下に置いていた時代に、ウルドゥー語から英語に借用し広がった経緯をもつ。
ムッラーは歴史的にも政治に参画してきたが、実際に政治的権力を握るようになったのは比較的最近の話であり、イランでは1979年にシーア派イスラーム主義派が、アフガニスタンでは1990年代に生まれたターリバーン政権下で政治的権力を身につけた。

### イランでの用法
20世紀初頭まで「ムッラー」という言葉はイランの宗教学校で挿話の話し手を専門とする下級聖職者を指す言葉として使われていた。今日では、イスラーム法学者に対する軽蔑語として使われることもあり、これに対し「Ruhani（ルーハーニー）」（スピリチュアルの意）という言葉を代替語として推奨する動きがある。 

### アフガニスタン・パキスタンでの用法
アフガニスタンでは、宗教傾向のあるものに対する総称で使われることもある。